# Noachis (Gradfeld)
Das Noachis-Gradfeld gehört zu den 30 Gradfeldern des Mars. Sie wurden durch die United States Geological Survey (USGS) festgelegt. Die Nummer ist MC-27, das Gradfeld umfasst das Gebiet von 300° bis 360° westlicher Länge und von −65° bis −30° südlicher Breite. Der Name stammt aus der Bibel und steht für Noahs Gegend.